# Euvaldo José de Aguiar Neto
 Euvaldo José de Aguiar Neto, besser bekannt als Neto Baiano, (geboren am 17. September 1982 in Ituaçu) ist ein brasilianischer Fußballspieler. 

## Karriere
Der 1,87 Meter große Stürmer begann seine Karriere 2000 beim Jugendverein Mirassol FC. Nach zwei Jahren stieg er in die Profi-Liga auf. Von 2003 bis 2005 wurde er von den Vereinen AD São Caetano, SC Internacional, FC Binh Duong und vom Verein Mogi Mirim FC ausgeliehen. Im Jahre 2005 wurde er vom Verein Jeonbuk Hyundai Motors für 1,43 Millionen Euro gekauft. Nach einer Spielzeit kehrte er dem koreanischen Verein den Rücken und wechselte zum Verein Paulista FC. In der nächsten Saison 2006/07 unterschrieb er einen Vertrag beim Verein Athletico Paranaense und wurde 2006 von dem Verein SE Palmeiras und 2007 von dem Verein Fortaleza EC ausgeliehen. Anschließend kehrte er zum Verein Paulista FC zurück. Dort stand er für eine Saison unter Vertrag. 
2009 unterschrieb er einen Vertrag beim Verein EC Vitória. Am 20. April erzielte er beim 3:0-Sieg gegen den brasilianischen Verein Atlético Mineiro den 1000. Treffer in ihrem Stadion Estádio M. Im gleichen Jahr wurde er Torschützenkönig mit 18 Treffern. In der Saison 2009/10 wurde er vom Verein JEF United Ichihara Chiba ausgeliehen, um den Abstieg des Vereins zu vermeiden. Nach einer Saison war er wieder beim Verein Vitória EC. Neto begann die Saison 2013 in Topform und hatte bei zwei Hattricks nur eine Niederlage hinzunehmen. Obwohl das rot-schwarze Team die guten Leistungen nicht konstant halten konnte, erzielte Neto weiter Tore. In den ersten Monaten nahm er an 32 Spielen teil und schoss 32 Tore. In der Série B konnte er seine guten Leistungen fortsetzen. Sein letztes Spiel mit dem Verein absolvierte er gegen AD São Caetano, ehe er zu diesem Verein wechselte. 
Seine Premiere gab er dort am 11. August 2012. Während der Saison konnte er nicht an die guten Leistungen in seinem ehemaligen Verein anschließen. 
Im Januar 2013 gab er bekannt, dass er mit dem Verein unzufrieden ist und nach Brasilien zurückkehren möchte. Er wechselte zum brasilianischen Verein Goiás EC.
Am 27. September 2013 unterschrieb er einen Vertrag beim Verein Sport Recife. Schon nach kurzer Zeit wurde er einer der wichtigsten Stürmer. Die Fans gaben ihm den Spitznamen Neto Ibrahimovic. Am 26. Juli 2014 traf er aus dem Mittelfeld ins Tor, welches später als bestes Tor ins Brasileireo gewählt. 
Zum Jahresbeginn 2015 kehrte er wieder zum Verein EC Vitória zurück und erzielte sechs Tore in 16 Spielen. Ab Mai wurde er bis Jahresende an Criciúma EC ausgeliehen. In dieser Zeit wurde er 23 mal eingesetzt und schoss drei Tore.
2016 wurde Neto vom Clube de Regatas Brasil verpflichtet, die ihn in drei Jahren in 126 Ligaspielen einsetzten, was Neto für 33 Tore nutzte. 
2019 wurde der Vertrag aufgelöst. Seitdem stand Neto in Brasilien für EC Vitoria, Clube de Remo, Brasiliense FC, FC Treze, CE Aimoré und CS Esportiva in jeweils nur wenigen Spielen auf dem Platz.
Seit Februar 2022 steht er bei SD Juazeirense unter Vertrag.

## Erfolge
- Staatsmeisterschaft von Rio Grande do Sul (2004)
- Staatsmeisterschaft von Bahia (2009)
- Staatsmeisterschaft von Goiás (2013)
- Copa do Nordeste (2014)
- Staatsmeisterschaft von Pernambuco (2014)
- Kaiserpokal (JEF United Ichihara Chiba) (2009)